# Матей Мурузис
Матей (на гръцки: Ματθαίος) е гръцки духовник, митрополит на Вселенската патриаршия.

## Биография
Роден е със светската фамилия Мурузис (Μουρούζης) в Цариград. Той служи като велик протосингел на Вселенската патриаршия при патриарх Софроний II Константинополски (1775 – 1780). През  февруари 1778 година е избран и по-късно ръкоположен за митрополит на Сяр. През декември 1791 година е избран за търновски митрополит. На 12 февруари 1797 година е свален и е заточен със султанска заповед. Позволено му да остане в къщата на брат си в Арнавуткьой на Босфора. На 23 октомври 1797 година е възстановен на Търновската катедра.
Умира в 1802 година.